# CADE Ejecutivos
La Conferencia Anual de Ejecutivos (conocido también como CADE o CADE Ejecutivos) es un evento anual que reúne a líderes empresariales, políticos y académicos del Perú y el extranjero, para discutir temas y propuestas relacionadas con el desarrollo empresarial, políticas públicas y crecimiento económico. Es organizada por IPAE Asociación Empresarial desde 1961.

## Historia

### Década del 60
El Instituto Peruano de Acción Empresarial, una organización sin fines de lucro y el organizador del foro CADE Ejecutivos, fue fundado en 1959. Carlos Vidal fue uno de los fundadores.
En 1961 se realizó la primera conferencia de ejecutivos en Paracas, Ica, la cual tuvo el título de Mayor eficiencia, aumento de la producción: claves del progreso económico y social del país. El evento reunió a 73 personas, entre autoridades, empresarios y académicos. En esta primera edición llegaron el director de CEPAL, Raúl Prebisch; el representante del BID, Robert Menapace y el primer ministro peruano Pedro Beltrán Espantoso.
La segunda conferencia se realizó también en Paracas en 1962 bajo el título de Mejores ejecutivos para un Perú Mejor.
En octubre de 1968, Juan Velasco Alvarado dio un golpe de Estado contra el presidente Fernando Belaúnde Terry. A pesar de las ideas socialistas del Gobierno Revolucionario de la Fuerza Armada, el presidente Velasco junto a diferentes autoridades participaron en las reuniones empresariales. En 1971, el comité organizador planteó un Plan nacional de desarrollo; sin embargo, el régimen velasquista comenzó a socializar el aparato productivo del Perú.

### Década del 70
En la conferencia de 1972, el presidente del comité organizador de la CADE, Walter Piazza Tangüis, dio un discurso en el que defendió la empresa privada y la libertad de mercado; de igual modo, criticó el rol intervencionista del Estado. En la mesa de honor también se encontraba el presidente Juan Velasco Alvarado, quien le respondió a Piazza diciéndole que era un error enfocarse en los problemas sociales desde su punto de vista como empresario. Velasco luego dio el discurso de cierre de la conferencia y fue aplaudido por los empresarios cercanos al régimen.
Con la salida de los militares del poder, los organizadores decidieron invitar a los candidatos presidenciales para las elecciones generales de 1980 a fin de que expusieran sus propuestas y planes de gobierno ante el empresariado. En CADE 1979, denominado Perú: problemas y soluciones, estuvieron presentes los candidatos Armando Villanueva, Luis Bedoya Reyes y Fernando Belaúnde Terry. Desde entonces es una tradición que cada año previo a las elecciones los candidatos presidenciales asistan a la CADE.

### Década de 1980
En julio de 1987, el presidente Alan García anunció la estatización de la banca. El comité organizador no invitó a García a la conferencia que decidieron realizarla en la ciudad de Iquitos. El presidente García no volvió a asistir a la CADE hasta 2003 como líder de la oposición al gobierno de Alejandro Toledo.
En la conferencia de 1989, el candidato Mario Vargas Llosa expuso ante los empresarios reunidos y anunció un programa de reformas neoliberales para salir de la crisis económica y de la hiperinflación; sin embargo, el discurso del escritor sería luego utilizado por sus opositores que se encontraban en contra de paquetes de reformas. Meses después, el candidato Fujimori anunció que no realizaría ninguna medida económica radical.

### Década de 1990
En diciembre de 1991, la reunión se realizó en Arequipa y el presidente Alberto Fujimori dio el discurso de clausura, en el cual criticó el salario de los senadores y diputados.

No deben haber vacas sagradas en el Perú (...) ni siquiera los parlamentarios. Que vayan aprendiendo que sus tarjetas son para presentación, pero no para prebendas ni para privilegios ni medios de presión. Por eso resulta lamentable que (...) mientras todos los peruanos viven en carne propia la crisis, para esos señores parlamentarios el sacrificio ya sea cosa del pasado, la autoridad una simple palabra en sus peroratas y un saludo a la bandera metido en la ley del Presupuesto (...) Esto es una muestra del parlamentarismo estéril (...) no otra cosa puede decirse cuando nos enteramos que los sueldos de cada diputado y senador han sido incrementados hasta superar los dos mil nuevos soles (...) yo sería el primero en justificar un aumento de esta naturaleza si todos los parlamentarios trabajaran de verdad, sin dejar sin quórum las sesiones y dar leyes que patean la pelota al arco equivocado
Discurso de Alberto Fujimori del 1/12/1991 publicado en el diario El Peruano

Fujimori también planteó la posibilidad de un plebiscito nacional para conocer si el pueblo estaría de acuerdo o no con renovar por tercios o por mitades o que no haya reelección en el Parlamento. A los dos días, la moción de censura contra el ministro Enrique Rossl Link fue aprobada en la Cámara de Diputados, por lo que el ministro tuvo que renunciar.
En la conferencia de 1993, el presidente de la Confederación Nacional de Instituciones Empresariales Privadas (CONFIEP), Jorge Picasso, propuso ante el empresariado la reelección presidencial de Alberto Fujimori.

### Expositores internacionales
La conferencia ha tenido participantes internacionales como los presidentes Ricardo Lagos y Sebastián Piñera (Chile), Carlos Salinas de Gortari (México), Álvaro Uribe (Colombia), y Guillermo Lasso (Ecuador); políticos como María Corina Machado (Venezuela), Sergio Fajardo (Colombia), Mae Montaño (Ecuador) y Claudio Orrego (Chile), el economista Michael Fairbanks, los académicos y escritores Thomas Friedman, Francis Fukuyama, Paul Kennedy, Michael Porter, Juan Luis Londoño, Cecilia María Vélez, Sebastián Edwards Figueroa, Alexander Wagner, Juan Carlos Eichholz, Enrique Krauze y Anne Applebaum; y ejecutivos como Bernardo Hernández González (Google), Lorenzo Mendoza (Empresas Polar), Jay Coen Gilbert (B Lab), Jim Hemerling (Boston Consulting Group), entre otros.

## CADE Electoral
A partir de 1984, la organización de CADE Ejecutivos contempló la participación en las ediciones que antecedan a una elección presidencial de políticos que se presentaban como candidatos a ocupar el sillón presidencial en el ciclo electoral en curso o que seguía al evento. Para tal efecto, se emplean criterios como la ubicación en las encuestas de opinión y se diseñan formatos que permitan abordar a los candidatos sus respectivas propuestas relacionadas al ámbito económico y social, facilitando la exposición de ideas. Con el pasar del tiempo, cada edición que incluyera este bloque sería conocida como "CADE Electoral".
| Año  | Candidatos participantes     | Organización política                 | Elección | Presidente en ejercicio |
| ---- | ---------------------------- | ------------------------------------- | -------- | ----------------------- |
| 1984 | Alan García                  | Partido Aprista Peruano               | 1985     | Fernando Belaúnde Terry |
| 1984 | Luis Bedoya Reyes            | Partido Popular Cristiano             | 1985     | Fernando Belaúnde Terry |
| 1984 | Javier Alva Orlandini        | Acción Popular                        | 1985     | Fernando Belaúnde Terry |
| 1984 | Alfonso Barrantes            | Izquierda Unida                       | 1985     | Fernando Belaúnde Terry |
| 1984 | Francisco Morales Bermúdez   | Frente Democrático de Unidad Nacional | 1985     | Fernando Belaúnde Terry |
| 1989 | Mario Vargas Llosa           | Frente Democrático                    | 1990     | Alan García             |
| 1989 | Luis Alva Castro             | Partido Aprista Peruano               | 1990     | Alan García             |
| 1989 | Alfonso Barrantes            | Izquierda Socialista                  | 1990     | Alan García             |
| 1989 | Henry Pease                  | Izquierda Unida                       | 1990     | Alan García             |
| 1994 | Alberto Fujimori             | Cambio 90 - Nueva Mayoría             | 1995     | Alberto Fujimori        |
| 1994 | Javier Pérez de Cuéllar      | Unión por el Perú                     | 1995     | Alberto Fujimori        |
| 1994 | Alejandro Toledo             | País Posible                          | 1995     | Alberto Fujimori        |
| 2001 | Alejandro Toledo             | Perú Posible                          | 2001     | Valentín Paniagua       |
| 2001 | Lourdes Flores Nano          | Unidad Nacional                       | 2001     | Valentín Paniagua       |
| 2001 | Fernando Olivera             | Frente Independiente Moralizador      | 2001     | Valentín Paniagua       |
| 2001 | Jorge Santistevan de Noriega | Somos Perú - Causa Democrática        | 2001     | Valentín Paniagua       |
| 2005 | Lourdes Flores Nano          | Unidad Nacional                       | 2006     | Alejandro Toledo        |
| 2005 | Alan García                  | Partido Aprista Peruano               | 2006     | Alejandro Toledo        |
| 2005 | Valentín Paniagua            | Frente de Centro                      | 2006     | Alejandro Toledo        |
| 2005 | Alberto Borea                | Fuerza Democrática                    | 2006     | Alejandro Toledo        |
| 2005 | Jaime Salinas                | Justicia Nacional                     | 2006     | Alejandro Toledo        |
| 2010 | Ollanta Humala               | Gana Perú                             | 2011     | Alan García             |
| 2010 | Keiko Fujimori               | Fuerza 2011                           | 2011     | Alan García             |
| 2010 | Alejandro Toledo             | Perú Posible                          | 2011     | Alan García             |
| 2010 | Luis Castañeda Lossio        | Partido Solidaridad Nacional          | 2011     | Alan García             |
| 2015 | Keiko Fujimori               | Fuerza Popular                        | 2016     | Ollanta Humala          |
| 2015 | Pedro Pablo Kuczynski        | Peruanos Por el Kambio                | 2016     | Ollanta Humala          |
| 2015 | César Acuña                  | Alianza para el Progreso              | 2016     | Ollanta Humala          |
| 2015 | Alejandro Toledo             | Perú Posible                          | 2016     | Ollanta Humala          |
| 2015 | Alan García                  | Alianza Popular                       | 2016     | Ollanta Humala          |
| 2021 | George Forsyth               | Victoria Nacional                     | 2021     | Francisco Sagasti       |
| 2021 | Keiko Fujimori               | Fuerza Popular                        | 2021     | Francisco Sagasti       |
| 2021 | Julio Guzmán                 | Partido Morado                        | 2021     | Francisco Sagasti       |
| 2021 | Verónika Mendoza             | Juntos por el Perú                    | 2021     | Francisco Sagasti       |

## Cronología
| Número | Fecha                                         | Lugar                                                                         | Tema principal                                                                              | Comité Organizador          |
| ------ | --------------------------------------------- | ----------------------------------------------------------------------------- | ------------------------------------------------------------------------------------------- | --------------------------- |
| 1      | Del 14 al 18 de septiembre de 1961            | Hotel Paracas, Paracas                                                        | Mayor eficiencia, aumento de la producción: claves del progreso económico y social del país | Carlos Mariotti             |
| 2      | Del 20 al 24 de septiembre de 1962            | Hotel Paracas, Paracas                                                        | Mejores ejecutivos para un Perú Mejor                                                       | Carlos Mariotti             |
| 3      | Del 29 de agosto al 2 se septiembre de 1963   | Paracas                                                                       | El dinamismo de las estructuras políticas                                                   | Carlos Mariotti             |
| 4      | Del 30 de septiembre al 3 de octubre de 1965  | Paracas                                                                       | La sociedad económica del mercado nacional de capitales                                     | Rodolfo Beek                |
| 5      | Del 6 al 9 de octubre de 1966                 | Paracas                                                                       | La empresa en el desarrollo nacional                                                        | Rodolfo Beek                |
| 6      | Del 28 de septiembre al 1 de octubre de 1967  | Paracas                                                                       | El Perú en 1975                                                                             | Rodolfo Beek                |
| 7      | Del 21 al 24 de noviembre de 1968             | Paracas                                                                       | La infraestructura como medio de integración nacional y regional                            | Federico Costa y Laurent    |
| 8      | Del 23 al 26 de octubre de 1969               | Paracas                                                                       | El Perú frente al desafío de la integración: áreas críticas y prioridades                   | Federico Costa y Laurent    |
| 9      | 13 al 15 de noviembre de 1970                 | Paracas                                                                       | Perú: nueva sociedad industrial                                                             | Samuel Drassinower          |
| 10     | Del 18 al 21 de noviembre de 1971             | Paracas                                                                       | Plan nacional de desarrollo                                                                 | Luis Paredes Stagnaro       |
| 11     | Del 16 al 19 de noviembre de 1972             | Paracas                                                                       | La ocupación: factor prioritario para el desarrollo socioeconómico                          | Walter Piazza Tangüis       |
| 12     | Del 15 al 18 de noviembre de 1973             | Paracas                                                                       | Actualidad y perspectivas de la integración andina                                          | Luis Paredes Stagnaro       |
| 13     | Del 14 al 17 de noviembre de 1974             | Paracas                                                                       | Empresas y revolución                                                                       | Pedro Reiser                |
| 14     | Del 16 al 19 de octubre de 1975               | Hotel El Golf, Trujillo                                                       | La empresa y promoción social                                                               | Teresa Pareja Liñán         |
| 15     | Del 18 al 21 de noviembre de 1976             | Hotel de Turistas, Arequipa                                                   | Recuperación económica: desafío nacional                                                    | Daniel Rodríguez Hoyle      |
| 16     | Del 17 al 20 de noviembre de 1977             | Cusco                                                                         | Acción empresarial para el desarrollo descentralizado                                       | Gonzalo Raffo Uzátegui      |
| 17     | Del 16 al 19 de noviembre de 1978             | Paracas                                                                       | Perú en la década del 80                                                                    | Felipe Ortiz de Zevallos    |
| 18     | Del 25 al 28 de noviembre de 1979             | Tacna                                                                         | Perú: problemas y soluciones                                                                | Alberto Sacio León          |
| 19     | Del 27 al 30 de noviembre de 1980             | Paracas                                                                       | Producción y empleo 1980-1985                                                               | Bernardo Rehder Remy        |
| 20     | Del 11 al 14 de noviembre de 1982             | Hotel de Turistas, Selva Alegre, Arequipa                                     | Metas y estrategias para un plan nacional de desarrollo                                     | Juan Álvaro Lira Villanueva |
| 21     | Del 17 al 20 de noviembre de 1983             | Ica                                                                           | Superación económica: reto para todos                                                       | Juan Antonio Aguirre Roca   |
| 22     | Del 21 al 24 de noviembre de 1984             | Hotel Crillón, Lima                                                           | Consenso empresarial para un plan nacional de desarrollo                                    | Alberto Sacio León          |
| 23     | Del 21 al 24 de noviembre de 1985             | Hotel Las Dunas, Ica                                                          | El desafío del cambio                                                                       | Felipe Ortiz de Zevallos    |
| 24     | Del 13 al 16 de noviembre de 1986             | Huaraz                                                                        | Producción: compromiso de la hora presente                                                  | Óscar Espinosa Bedoya       |
| 25     | Del 26 al 29 de noviembre de 1987             | Iquitos                                                                       | Perú: crisis y futuro                                                                       | Juan Incháustegui           |
| 26     | 18 al 20 de noviembre de 1988                 | Lima                                                                          | Perú 2021, construyamos su futuro                                                           | Alfredo Novoa Peña          |
| 27     | Del 30 de noviembre al 2 de diciembre de 1989 | Hotel El Pueblo, Santa Clara, Lima                                            | Bases para el desarrollo                                                                    | Oswaldo Sandoval Aguirre    |
| 28     | Del 22 al 25 de noviembre de 1990             | Hotel Las Dunas, Ica                                                          | El Perú posible: reto y oportunidades                                                       | Francisco Secada Paredes    |
| 29     | Del 28 de noviembre al 1 de diciembre de 1991 | Arequipa                                                                      | Responsabilidad de la empresa en el desarrollo nacional                                     | Guillermo Van Oordt         |
| 30     | Del 3 al 6 de diciembre de 1992               | Hotel Las Dunas, Ica                                                          | Paz y bienestar social: asumamos responsabilidades                                          | José Chlimper               |
| 31     | Del 2 al 5 de noviembre de 1993               | Arequipa                                                                      | Propuestas para un consenso por el Perú                                                     | Carlos Morelli Zavala       |
| 32     | Del 1 al 4 de diciembre de 1994               | Hotel Las Dunas, Ica                                                          | Empleo productivo: responsabilidad de todos                                                 | Gonzalo Galdós              |
| 33     | Del 1 al 4 de noviembre de 1995               | Cusco                                                                         | Perú empresa: hacia una sociedad para el crecimiento                                        | Oscar Rivera Rivera         |
| 34     | Del 5 al 8 de diciembre de 1996               | Hotel Quepay, Arequipa                                                        | Perú Siglo 21: propuestas para una visión compartida                                        | Drago Kisic                 |
| 35     | Del 4 al 7 de diciembre de 1997               | Hotel Las Dunas, Ica                                                          | Compromisos de una visión compartida, agenda al 2001                                        | Alfredo Romero Vega         |
| 36     | Del 6 al 8 de noviembre de 1998               | Universidad de Piura, Piura                                                   | Retos del presente y estrategias del futuro                                                 | Francisco Gonzales García   |
| 37     | Del 20 al 23 de enero de 2000                 | Hotel El Pueblo, Santa Clara, Lima                                            | siglo XXI: Propuestas para un Perú que avanza                                               | Baldo Kresalja              |
| 38     | Del 24 al 27 de enero de 2001                 | Hotel El Pueblo, Santa Clara, Lima                                            | Perú: ¿En qué país queremos vivir?                                                          | Susana Eléspuru             |
| 39     | Del 10 al 12 de noviembre de 2001             | Universidad Católica Santo Toribio de Mogrovejo, Chiclayo                     | Competir: un esfuerzo conjunto para la prosperidad de todos                                 | Raúl Otero                  |
| 40     | Del 28 al 30 de noviembre de 2002             | Hotel El Pueblo, Santa Clara, Lima                                            | Competir para ganar: el reto impostergable                                                  | Carmen Rosa Graham          |
| 41     | Del 19 al 21 de noviembre de 2003             | Hotel Las Dunas, Ica                                                          | Institucionalidad: reglas claras para la inversión                                          | Rafael Fernández Stoll      |
| 42     | Del 21 al 23 de octubre de 2004               | Universidad Privada Antenor Orrego, Trujillo                                  | Integración al mundo: la respuesta al desempleo                                             | Eduardo Razzetto            |
| 43     | Del 1 al 3 de diciembre de 2005               | Hotel El Pueblo, Santa Clara, Lima                                            | Reglas claras para gobernar: Elijamos juntos el futuro del Perú                             | José Chueca                 |
| 44     | Del 30 de noviembre al 2 de diciembre de 2006 | Universidad Privada Antenor Orrego, Trujillo                                  | Inclusión y desarrollo para todos                                                           | Ben Schneider Shpilberg     |
| 45     | Del 29 de noviembre al 1 de diciembre de 2007 | Universidad Privada Antenor Orrego, Trujillo                                  | Todo lo que nos falta para ser un país Justo y Próspero                                     | Diego de la Torre           |
| 46     | Del 30 al 31 de octubre de 2008               | Hotel El Pueblo, Santa Clara, Lima                                            | La reforma del sector privado                                                               | Fernando Zavala             |
| 47     | Del 19 al 21 de noviembre de 2009             | Hotel Libertador, Arequipa                                                    | Nuestro futuro, nuestra oportunidad                                                         | Óscar Rivera                |
| 48     | Del 11 al 13 de noviembre de 2010             | Colegio General Ollanta, Urubamba, Cusco                                      | Competitividad: rumbo a la prosperidad de todos                                             | Julio Luque                 |
| 49     | Del 1 al 3 de diciembre de 2011               | Centro de Convenciones Cusco, Cusco                                           | Innovación: Aceleremos la transformación del Perú                                           | Carlos Heeren               |
| 50     | Del 29 de noviembre al 1 de diciembre de 2012 | Centro de Convenciones Cerro Juli, Arequipa                                   | Líderes empresariales, compromiso con el Perú                                               | Luis Torres Marisca         |
| 51     | Del 27 al 29 de noviembre de 2013             | Hotel DoubleTree by Hilton, Paracas                                           | Nuestro compromiso es convertir las palabras en logros                                      | Ricardo Briceño             |
| 52     | Del 12 al 14 de noviembre de 2014             | Hotel DoubleTree by Hilton, Paracas                                           | Hagamos del perú un país del primer mundo                                                   | Pablo de la Flor            |
| 53     | Del 2 al 4 de diciembre de 2015               | Explanada frente al Hotel DoubleTree by Hilton, Paracas                       | El Perú necesita cambios para seguir creciendo                                              | Elena Conterno              |
| 54     | Del 30 de noviembre al 2 de diciembre de 2016 | Explanada frente al Hotel DoubleTree by Hilton, Paracas                       | Desafío 2021: la oportunidad es ahora                                                       | Alfredo Torres              |
| 55     | Del 29 de noviembre al 1 de diciembre de 2017 | Explanada frente al Hotel DoubleTree by Hilton, Paracas                       | Por un solo Perú, no más cuerdas separadas                                                  | Drago Kisic                 |
| 56     | Del 28 al 30 de noviembre de 2018             | Explanada frente al Hotel DoubleTree by Hilton, Paracas                       | Liderazgo empresarial por un Perú moderno                                                   | Gonzalo Aguirre Arriz       |
| 57     | Del 27 al 29 de noviembre de 2019             | Explanada frente al Hotel DoubleTree by Hilton, Paracas                       | Una economía de mercado para todos                                                          | Luis Estrada                |
| 58     | Del 17 al 19 de noviembre de 2020             | En línea por la pandemia de COVID-19                                          | Un nuevo comienzo. Hagámoslo diferente                                                      | Mariana Rodríguez           |
| 59     | Del 16 al 18 de noviembre de 2021             | En línea por la pandemia de COVID-19                                          | Diversas voces, un solo Perú                                                                | Rosario Bazán               |
| 60     | Del 8 al 10 de noviembre de 2022              | Explanada frente al Hotel Paracas, Luxury Collection Resort, Paracas          | El Perú en emergencia, los peruanos en acción                                               | Felipe Valencia-Dongo       |
| 61     | Del 14 al 16 de noviembre de 2023             | Centro Cultural de la Ciudadela de Salud Infantil "Vidawasi", Urubamba, Cusco | Volver a creer, volver a crecer                                                             | Juan Fernando Correa        |
| 62     | Del 26 al 28 de noviembre de 2024             | TECSUP Campus Arequipa, Arequipa                                              | De la degradación a la reconstrucción de nuestro futuro                                     | Fernando Barrios Ipenza     |